# Brignoliella ratnapura
Brignoliella ratnapura là một loài nhện trong họ Tetrablemmidae.
Loài này thuộc chi Brignoliella. Brignoliella ratnapura được Shear miêu tả năm 1988.